# Mandeville Films
Mandeville Films est une société de production cinématographique américaine créée en 1994[réf. nécessaire] par David Hoberman et Todd Lieberman.

## Filmographie
- 1996 : Mr. Wrong
- 1997 : The 6th Man
- 1997 : George de la jungle (George of the Jungle)
- 1998 : Supersens
- 1998 : Négociateur (The Negotiator)
- 1998 : Sacré Père Noël (I'll Be Home for Christmas)
- 1999 : L'Autre Sœur (The Other Sister)
- 2004 : Tolérance zéro (Walking Tall)
- 2004 : Fashion Maman (Raising Helen)
- 2004 : The Last Shot
- 2005 : Beauty Shop
- 2006 : Antartica, prisonniers du froid (Eight Below)
- 2009 : Clones (Surrogates)
- 2010 : The Fighter
- 2011 : Les Muppets, le retour (The Muppets)
- 2013 : Warm Bodies
- 2015 : By Way of Helena de Kieran Darcy-Smith
- 2017 : Stronger de David Gordon Green
- 2022 : White Bird: A Wonder Story de Marc Forster
- 2022 : Tic et Tac, les rangers du risque (Chip 'n Dale: Rescue Rangers) d'Akiva Schaffer
- 2022 : Shotgun Wedding de Jason Moore